# Sociedad Deportiva Octavio
La Sociedad Deportiva Octavio è una squadra di pallamano spagnola avente sede a Vigo.

È stata fondata nel 1966.

Disputa le proprie gare interne presso il Complejo Deportivo de As Travesas di Vigo il quale ha una capienza di 4.500 spettatori.